# Sihltalbahn
| Kopfbahnhof Streckenanfang (im Tunnel)                                       | 90,00     | Zürich HB                           | 396 m ü. M.                         |
| Bahnhof (im Tunnel)                                                          | 91,04     | Zürich Selnau                       | 398 m ü. M.                         |
| Tunnelende                                                                   |           | Sihltunnel (1296 m)                 | Sihltunnel (1296 m)                 |
| Kilometer-Wechsel · Kopfbahnhof Streckenanfang (Strecke außer Betrieb)       | 91,230,00 | Zürich Selnau                       | 414 m ü. M.                         |
| Verschwenkung nach links · Verschwenkung nach rechts (Strecke außer Betrieb) |           |                                     |                                     |
| Kreuzung mit Tunnelstrecke                                                   |           | Linksufrige Seebahn (Ulmbergtunnel) | Linksufrige Seebahn (Ulmbergtunnel) |
| Brücke über Wasserlauf                                                       |           | Sihlbrücke Giesshübel (96 m)        | Sihlbrücke Giesshübel (96 m)        |
| Abzweig geradeaus und von rechts                                             |           | von Zürich Wiedikon                 | von Zürich Wiedikon                 |
| Bahnhof                                                                      | 1,1       | Zürich Giesshübel                   | 418 m ü. M.                         |
| Abzweig geradeaus und nach rechts                                            |           | nach Uetliberg (Uetlibergbahn)      | nach Uetliberg (Uetlibergbahn)      |
| Strecke                                                                      |           | Depot und Werkstätte                | Depot und Werkstätte                |
| Brücke                                                                       |           | Brücke Giesshübelstrasse (62 m)     | Brücke Giesshübelstrasse (62 m)     |
| Bahnhof                                                                      | 1,80      | Zürich Saalsporthalle               | 422 m ü. M.                         |
| Brücke über Wasserlauf                                                       |           | Sihlbrücke Brunau (60 m)            | Sihlbrücke Brunau (60 m)            |
| Bahnhof                                                                      | 2,70      | Zürich Brunau                       | 423 m ü. M.                         |
| Dienststation / Betriebs- oder Güterbahnhof                                  | 3,70      | Höcklerbrücke                       | 433 m ü. M.                         |
| Haltepunkt / Haltestelle                                                     | 4,10      | Zürich Manegg                       | 430 m ü. M.                         |
| Brücke über Wasserlauf                                                       |           | Sihlbrücke Leimbach (60 m)          | Sihlbrücke Leimbach (60 m)          |
| Bahnhof                                                                      | 4,70      | Zürich Leimbach                     | 435 m ü. M.                         |
| Haltepunkt / Haltestelle                                                     | 6,40      | Sood-Oberleimbach                   | 443 m ü. M.                         |
| Bahnhof                                                                      | 7,30      | Adliswil                            | 452 m ü. M.                         |
| Haltepunkt / Haltestelle                                                     | 8,30      | Sihlau                              | 456 m ü. M.                         |
| ehemaliger Haltepunkt / Haltestelle                                          | 8,90      | Gontenbach                          | Gontenbach                          |
| Haltepunkt / Haltestelle                                                     | 9,50      | Wildpark-Höfli                      | 452 m ü. M.                         |
| Bahnhof                                                                      | 10,70     | Langnau-Gattikon                    | 468 m ü. M.                         |
| Verschwenkung von links (Strecke außer Betrieb) · Verschwenkung von rechts   |           | Neutrassierung                      | Neutrassierung                      |
| Strecke (außer Betrieb) · Brücke über Wasserlauf                             | 10,90     | Sihlbrücke Langnau (67 m)           | Sihlbrücke Langnau (67 m)           |
| Strecke (außer Betrieb) · Tunnel                                             |           | Tunnel Gattikon (340 m)             | Tunnel Gattikon (340 m)             |
| Strecke (außer Betrieb) · Brücke über Wasserlauf                             | 12,60     | Sihlbrücke Sihlwald (64 m)          | Sihlbrücke Sihlwald (64 m)          |
| Verschwenkung nach links (Strecke außer Betrieb) · Verschwenkung nach rechts |           |                                     |                                     |
| Bahnhof                                                                      | 13,20     | Sihlwald                            | 488 m ü. M.                         |
| Abzweig geradeaus und von links                                              |           | von Thalwil                         | von Thalwil                         |
| Dienststation / Betriebs- oder Güterbahnhof                                  | 17,30     | Sihlbrugg                           | 514 m ü. M.                         |
| Strecke                                                                      |           | nach Zug                            | nach Zug                            |

|                                              |     | Abstellgleisanlage                                |                                                   |
| Abzweig geradeaus und von rechts             |     | Sihltalbahn von Sihlbrugg                         | Sihltalbahn von Sihlbrugg                         |
| Bahnhof                                      | 0,0 | Zürich Giesshübel                                 | 418 m ü. M.                                       |
| Strecke                                      |     | Depot und Werkstätte                              | Depot und Werkstätte                              |
| Abzweig geradeaus und von links              |     | Uetlibergbahn von Uetliberg                       | Uetlibergbahn von Uetliberg                       |
| Abzweig geradeaus und nach rechts            |     | SZU-Strecke nach Zürich HB                        | SZU-Strecke nach Zürich HB                        |
| Tunnelanfang                                 |     | Manessetunnel (520 m)                             | Manessetunnel (520 m)                             |
| Abzweig geradeaus und von rechts (im Tunnel) |     | von Näfels-Mollis (Seebahn)                       | von Näfels-Mollis (Seebahn)                       |
| Tunnelende                                   |     |                                                   |                                                   |
| Bahnhof                                      | 1,1 | Zürich Wiedikon Reiterbahnhof (Gleis 3)           | 405 m ü. M.                                       |
| Strecke                                      |     | Seebahn nach Zürich HB, VL nach Zürich Altstetten | Seebahn nach Zürich HB, VL nach Zürich Altstetten |

Die Sihltalbahn ist eine 17 km lange normalspurige Adhäsionsbahn von Zürich durch das Sihltal nach Sihlbrugg Station im Kanton Zürich in der Schweiz. Die Strecke wurde durch die Sihlthalbahn-Gesellschaft (SiTB, ursprünglich SihlTB) gebaut und 1892 eröffnet. Seit 1973 nennt sich die Bahngesellschaft Sihltal-Zürich-Uetliberg-Bahn (SZU). Ab 1990 wird die Strecke von der Linie S4 der S-Bahn Zürich bedient und zum Hauptbahnhof verlängert. Fahrplanmässiger Passagierverkehr besteht seit 2006 nur bis Sihlwald.
Zwei direkte Anschlüsse verbinden mit dem Schienennetz der Schweizerischen Bundesbahnen. Die SZU betreibt auch die einen Kilometer lange Verbindungsstrecke zwischen Zürich Giesshübel und Zürich Wiedikon.

## Geschichte

### Inbetriebnahme

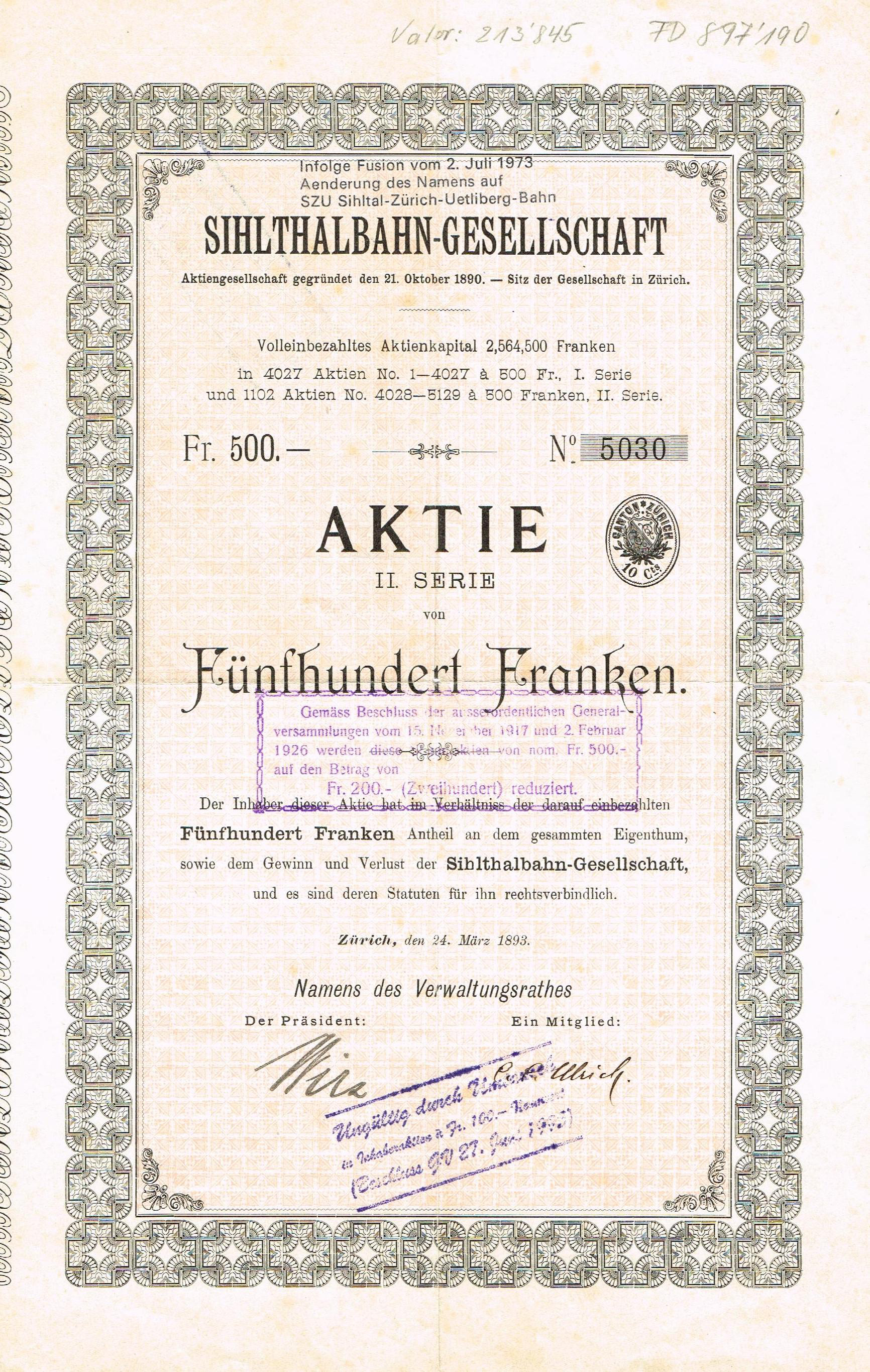
Aktie über 500 Franken der Sihlthalbahn-Gesellschaft vom 24. März 1893

Die Sihltalbahn (SiTB) nahm am 3. August 1892 ihren Betrieb zwischen ihrem Ausgangspunkt Giesshübel in der damaligen Gemeinde Wiedikon und Sihlwald in der Gemeinde Horgen auf. In Giesshübel wurde die Sihltalbahn an die 1875 von der Uetlibergbahn-Gesellschaft (UeB) eröffneten Strecke Giesshübel–Selnau angeschlossen, die zur gemeinsamen Doppelspurstrecke ausgebaut wurde. Für den Übergang von Güterwagen wurde am 1. Dezember 1892 die Verbindungsstrecke Giesshübel–Wiedikon mit Anschluss an das Netz der Schweizerischen Nordostbahn (NOB) eröffnet.
Fünf Jahre später, am 1. Juni 1897, eröffnete die NOB ihre Zufahrtsstrecken zur Gotthardbahn. Diese Gelegenheit nutzte auch die SiTB und verlängerte ihre Strecke von Sihlwald durch einen kaum besiedelten Teil des Kantons Zürich der Sihl entlang zum Bahnhof Sihlbrugg, wo auf dem Gebiet der Gemeinde Horgen eine zweite Verknüpfung zwischen der SiTB und der NOB sowie um das Bahnhofsgebäude eine einstellige Anzahl Häuser, die zusammen mit dem Bahnhof die Ortschaft Sihlbrugg Station bilden, entstand. Damit waren zwei etwa gleich lange Bahnverbindungen zwischen Wiedikon und Sihlbrugg errichtet.

### Elektrifikation
1924 wurde die Strecke elektrifiziert. Dabei wurde das Stromsystem der Schweizerischen Bundesbahnen mit 15 kV 16 2⁄3 Hz Wechselspannung übernommen. Da die Sihltalbahn auf denselben Gleisen wie die Uetlibergbahn zwischen Selnau und Giesshübel verkehrt, wurden die Stromabnehmer und die Fahrleitung der mit Gleichstrom betriebenen Uetlibergbahn seitlich um 130 cm versetzt.
Mit der Tieferlegung der linksufrigen Seebahn wurde 1927 auch die Verbindungsstrecke Giesshübel–Wiedikon elektrifiziert und in einen Tunnel verlegt. Der Tunnel mündet im Bahnhof Wiedikon unter dem Reiterbahnhof ins Gleis 3.

### Neutrassierung 1959
Nach einer Entscheidung des Kantons wurde das Trassee der Sihltalbahn im Abschnitt Langnau-Gattikon–Sihlwald zwischen 1957 und 1959 vom linken auf das rechte Sihlufer verlegt, um Platz für die Verbreiterung der parallel verlaufenden Sihlstrasse zu schaffen und zwei Niveauübergänge aufzuheben. Der 1959 fertiggestellte Abschnitt mit der Sihlbrücke Langnau (67 m), dem Tunnel Gattikon (340 m) und der Sihlbrücke Sihlwald wurde am 3. Oktober 1959 feierlich eröffnet und verkürzte die Strecke um 250 Meter.

### Sihltal-Zürich-Uetliberg-Bahn
Bereits 1932 erhielt die Sihltalbahn den Betrieb und die Verwaltung der Bahngesellschaft Zürich–Uetliberg (BZUe) von der Stadt Zürich übertragen und besorgte über 40 Jahre lang zuverlässig neben ihrem eigenen Betrieb auch den der Uetlibergbahn, ehe sie am 1. Januar 1973 mit dieser fusionierte. Dabei übernahm die Sihltalbahn die Aktienmehrheit an der Uetlibergbahn und änderte ihren Namen in Sihltal-Zürich-Uetliberg-Bahn (SZU).
Auf den Betrieb der Bahnen hatte die Fusion keine Wirkung; soweit Fahrzeuge (Dieselloks, Dienstwagen) für beide Strecken verwendbar waren, wurde dies schon bisher getan, die Fahrzeuge des Personenverkehrs sind aufgrund des Stromsystems nicht untereinander austauschbar. Mit der Fusion änderte man allerdings sukzessive die Aufschriften auf den Fahrzeugen, welche danach jahrelang einheitlich mit SZU angeschrieben waren, aber unterschiedliche Farben trugen. In den 1990ern überdachte man das einheitliche Logo und führte die alten Bezeichnungen Uetlibergbahn und Sihltalbahn wieder ein, welche heute wieder in dieser Form auf den Fahrzeugen angebracht sind.
Am 26. September 1982 wurde die Haltestelle Gontenbach geschlossen und durch die neue Haltestelle Wildpark-Höfli (beide auf dem Gemeindegebiet von Langnau am Albis) ersetzt.

### Verlängerung zum Hauptbahnhof Zürich
Auf die 1990 erfolgte Einführung der S-Bahn Zürich hin wurde die SZU zum Hauptbahnhof Zürich verlängert und damit mit den übrigen normalspurigen Bahnlinien verknüpft. Der provisorische, oberirdische Bahnhof Selnau wurde aufgehoben und das Areal nach 115 Jahren wieder an die Stadt zurückgegeben. Als Tagbautunnel in der rechten Hälfte des Sihlbetts erstellt – die linke Hälfte wurde für eine Sihltiefstrasse (A3/A1-Stadtautobahn) reserviert –, führt die doppelspurige Strecke unter dem Selnau-Areal durch in den Sihltunnel, wo sich die neue Station Selnau befindet, bis in die unterirdische SZU-Station unter dem Shopville, südlich des Hauptbahnhofs. Diese Station war ursprünglich für die U-Bahn Zürich vorbereitet worden, die 1973 in einer Volksabstimmung scheiterte. Die Verlängerung wurde am 2. Mai 1990 eröffnet.
Da Kreuzungen zwischen den Fahrleitungen der beiden Stromsysteme so weit als möglich zu vermeiden sind, konnten zwischen Giesshübel und Selnau sich weiterhin nur Züge der Sihltalbahn kreuzen, zwischen Selnau und dem Hauptbahnhof dagegen nur die Züge der Uetlibergbahn.
Bis zum Neubau der Tunnelstrecke betrug die maximale Steigung der Sihltalbahn 28 Promille. Bei der unterirdischen Einführung in den Hauptbahnhof wurde eine Steilrampe von 50 Promille errichtet.
Der alte Bahnhof Selnau war Nullpunkt der Kilometrierung. Da negative Streckenkilometer in der Schweiz nicht üblich sind und eine vollständige Neukilometrierung der SZU ausgeschlossen wurde, wurde die neu gebaute Strecke beginnend mit dem Kilometer 90,00 am Hauptbahnhof kilometriert.

## Infrastruktur
Der Bahnhof Zürich Giesshübel war seit Gründung der Sihltalbahn auch der Sitz der Bahngesellschaft, durch die Fusion zur SZU wurde er zu deren Hauptsitz. Neben einer relativ umfangreichen Anlage für den Güterverkehr, die bis heute von SBB Cargo bedient wird, befinden sich am Bahnhof auch die Werkstätte und das Depot beider SZU-Linien.
Bis in die 1990er-Jahre wurde ein Teil des Rollmaterials auf Abstellgleisen im Bahnhof Selnau abgestellt, mit dem Abbruch des Bahnhofs und der Rückgabe des Areals an die Stadt Zürich verschwanden diese Abstellplätze. Als Ersatz wurde am Bahnhof Giesshübel eine Remise für die Uetlibergbahn erstellt, wo heute sämtliche Fahrzeuge abgestellt werden. Für die Sihltalbahn dagegen wurde beim Bahnhof Langnau-Gattikon eine neue, offene Abstellanlage erstellt.

## Verkehr
Über die Sihltalbahn wurde ein Grossteil des Holzes aus dem Sihlwald nach Zürich transportiert. Die Güterwagen wurden in Giesshübel an die Schweizerische Nordostbahn zur Weiterbeförderung zum Güterbahnhof Zürich übergeben. Die Personenzüge dagegen benutzten die von der Uetlibergbahn-Gesellschaft eröffnete Strecke Giesshübel–Selnau.
Zwischen Sihlwald und Sihlbrugg verkehrten zuletzt 8 Zugspaare, die am 9. Dezember 2006 eingestellt wurden, um Fahrzeuge für die Fahrplanverdichtung der S4 freizustellen. Der Streckenabschnitt wird seitdem noch von Dampfzügen der Zürcher Museums-Bahn, Extrazügen der SZU sowie zu Test- und Übungszwecken befahren.
2024 wurden 9,4 Millionen Passagiere befördert, 2,7 Prozent mehr als im Vorjahr.
Bei Sperrung der Strecke zwischen Thalwil und Sihlbrugg werden Fernverkehrszüge über die Sihltalbahn umgeleitet.

## Rollmaterial

### SiTB-Ära 1892–1924
Dampflokomotiven

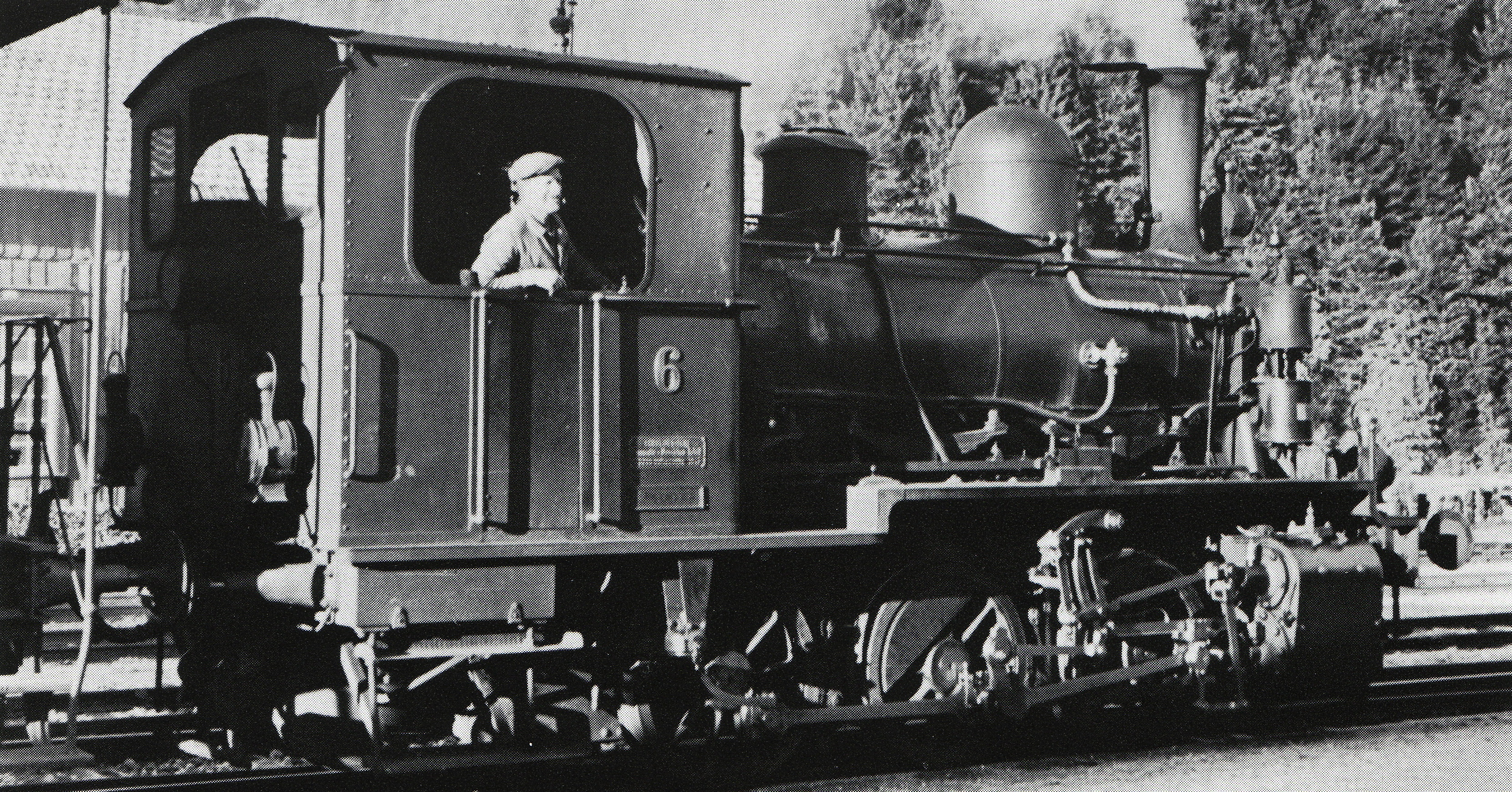
Tender-Lokomotive E 3/3 Nr. 6 der Sihltalbahn, gebaut 1912.

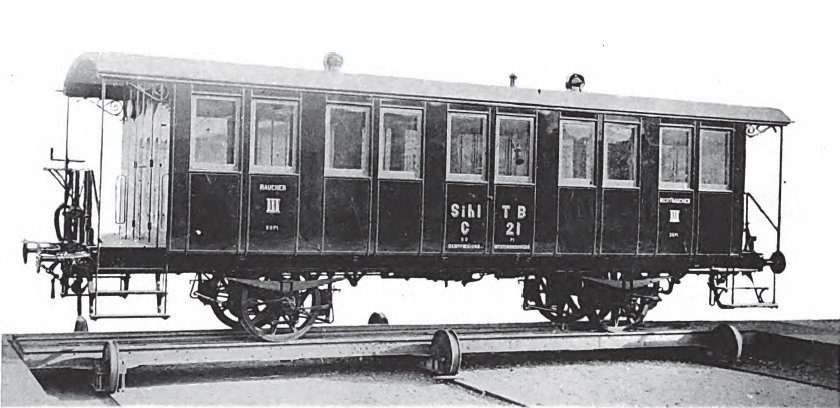
Ein 1892 bei der SIG gebauter Personenwagen der 3. Klasse

- E2 (E 2/2) Nr. 2 (SLM 1892) ab 1883 Nr. 4; 1896 Verkauf an Färberei Thalwil, 1937 Abbruch
- E2 (E 2/2) Nr. 3 (SLM 1892); Verkauf 1897 an von Roll, zuerst Choindez, ab 1912 Klus, 1941 Verkauf nach Deutschland (Verbleib unbekannt)
- E3 (E 3/3) Nr. 1 (SLM 1892) ab 1902 E 3/3 Nr. 1; 1924 Verkauf an Gaswerk Basell (Nr. 1), 1948 Abbruch
- E3 (E 3/3) Nr. 2 (SLM 1893) ab 1902 Ed 3/3 Nr. 2; 1924 Verkauf an Gaswerk Basel, 1987–1998 Saint-Gingolph–Le Bouveret «Rive Bleue-Express»[10], heute im Besitz der Zürcher Museumsbahn ZMB (90 85 0008 562-0, Hansli), fahrfähig
- E3 (E 3/3) Nr. 3 (SLM 1897) ab 1902 E 3/3 Nr. 3; 1965 ausrangiert und beim Spielplatz Horgen Tannenbach aufgestellt, 1988 Abbruch
- E3 (E 3/3) Nr. 4 (SLM 1897) ab 1902 E 3/3 Nr. 4; 1965 ausrangiert, bis 2015 beim Schulhaus Werd Adliswil aufgestellt,[11] nach einer Aufarbeitung wurde sie beim Bahnhof Sihlwald als Denkmal aufgestellt.
- E3 (E 3/3) Nr. 5  (SLM 1899) ab 1902 Ed 3/3 Nr. 5; 1988 remisiert, heute im Besitz der Zürcher Museumsbahn ZMB (90 85 0008 565-3, Schnaaggi-Schaaggi), fahrfähig
- E 3/3 Nr. 6 (SLM 1912); Verkauf 1926 an Uerikon-Bauma-Bahn UeBB (Nr. 6), 1948 an Gaswerk Basel (Nr. 1), 1956 Abbruch
- E 3/3 Nr. 10 (SLM 1890); 1911 von den SBB gekauft (ex JS E3 854 /SBB 8574), 1925 Abbruch

### SiTB-Ära 1924–1973
| Baureihe                                                                               | Baureihe    | Baureihe     | Hersteller                 | Baujahr              | Herkunft                  | Stückzahl   | Stückzahl   | Ausrangiert       | Bemerkungen                                      |
| Serie                                                                                  | Nummern     | SZU-Nr.      | Hersteller                 | Baujahr              | Herkunft                  | total       | heute       | Ausrangiert       | Bemerkungen                                      |
| Lokomotiven                                                                            | Lokomotiven | Lokomotiven  | Lokomotiven                | Lokomotiven          | Lokomotiven               | Lokomotiven | Lokomotiven | Lokomotiven       | Lokomotiven                                      |
| -------------------------------------------------------------------------------------- | ----------- | ------------ | -------------------------- | -------------------- | ------------------------- | ----------- | ----------- | ----------------- | ------------------------------------------------ |
| De 3/4                                                                                 | 2           | 41           | SIG/MFO                    | 1925/1931            |                           | 1           | hist.01     | 2001              | Umbau aus De 3/3 1                               |
| Ce 4/4                                                                                 |             | 42           | SLM/BBC                    | 1925/1957            | GBS (1977)                | (Üb)01      | 0           | 1988              | ex GTB Ce 4/6 312; 1994 an CSG verkauft          |
| Be 4/4                                                                                 |             | 42 (1992) 49 | SLM/SAAS                   | 1931                 | BT (1988)                 | (Üb)01      | 0           | 1994              | ex BT Be 4/4 13; 1994 an DVZO verkauft           |
| De 4/4                                                                                 |             | 51           | SLM/SIG/ BBC/MFO/SAAS      | 1940/1944            | BT (1977)                 | (Üb)01      | 0           | 1994              | ex BT De 4/4 25; 1994 an OeBB verkauft           |
| Triebwagen                                                                             |             |              |                            |                      |                           |             |             |                   |                                                  |
| BDe 2/4                                                                                | 81–83       | 81;83        | SWS/MFO                    | 1924                 |                           | 5           | hist.01     | 1968–1976         |                                                  |
| BDe 2/4                                                                                | 84          | 61           | SWS/MFO                    | 1924                 | 1981                      | 5           | hist.01     | an ZMB abgetreten |                                                  |
| BDe 2/4                                                                                | 85          | 82           | SWS/MFO                    | 1924                 | 1976                      | 5           | hist.01     | 1969 umnummeriert |                                                  |
| BDe 3/4                                                                                | 90          | 71           | SWS/MFO                    | 1930                 |                           | 1           | 0           | 1978              |                                                  |
| BDe 4/4                                                                                | 91          | 91           | SWS/MFO                    | 1955                 |                           | 1           | 0           | 1994              | an StLB verkauft                                 |
| BDe 4/4                                                                                | 92          | 92           | SWS/MFO                    | 1968                 |                           | 5           | hist.01     | 2009              | an ZMB abgetreten                                |
| BDe 4/4                                                                                | 93          | 93           | SWS/MFO                    | 1968                 | 1995                      | 5           | hist.01     | an StLB verkauft  |                                                  |
| BDe 4/4                                                                                | 94–96       | 94–96        | SWS/MFO                    | 1971                 | 2009                      | 5           | hist.01     |                   |                                                  |
| Steuerwagen                                                                            |             |              |                            |                      |                           |             |             |                   |                                                  |
| Bt                                                                                     | 51          | 191          | SWS                        | 1955                 |                           | 1           | 0           | 1994              | ex Ct 51; an StLB verkauft                       |
| Bt                                                                                     | 52–55       | 192–195      |                            | 1962–1963            |                           | 4           | 0           | 1995; 2009        | EW I                                             |
| Bt                                                                                     |             | 196          |                            | 1962–1963/ 1977–1979 |                           | (Um)03      | 0           | 1995              | ex B 296; an CJ verkauft                         |
| Bt                                                                                     | 197         | 2001         | ex B 295; an MThB verkauft | 1962–1963/ 1977–1979 |                           | (Um)03      | 0           |                   |                                                  |
| Bt                                                                                     | 198         | 2001         | ex B 294; an MThB verkauft | 1962–1963/ 1977–1979 |                           | (Um)03      | 0           |                   |                                                  |
| Personenwagen                                                                          |             |              |                            |                      |                           |             |             |                   |                                                  |
| B                                                                                      | 73–75       | 271–276      | SWS                        | 1946                 |                           | 6           | 0           | 1974–1992         | Leichtstahlwagen, ex C 73–78                     |
| B                                                                                      | 76–78       | 271–276      | SWS                        | 1949                 |                           | 6           | 0           | 1974–1992         | Leichtstahlwagen, ex C 73–78                     |
| B                                                                                      | 41–43       | 291–293      |                            | 1962–1963            |                           | 6           | 0           | 2009              | EW I                                             |
| B                                                                                      | 44–46       | 294–296      | 1977–1979                  | 1962–1963            | EW I; Umbau zu Bt 198–196 | 6           | 0           |                   |                                                  |
| Rangierlokomotiven und Traktoren                                                       |             |              |                            |                      |                           |             |             |                   |                                                  |
| Tm                                                                                     | 10          |              | Breuer/Saurer              | 1932                 |                           | 1           | 0           | 1974              |                                                  |
| Em 3/3                                                                                 | 11          | 6            | SLM/BBC/SAAS               | 1962                 |                           | 1           | 0           | 2006              | «Leu»; an CSG verkauft                           |
| Tm                                                                                     | 9           | 9            | SLM/FBW                    | 1935                 | SBB (1966)                | (Üb)01      | 0           | 1980              | «Gusti», ex SBB Tm 561; an DVZO verkauft         |
| Tm 2/2                                                                                 | 7           | 7            | SIG/BBC/Saurer             | 1961                 | GWB (1969)                | (Üb)01      | hist.01     | 2014              | «Mutz», ex Gaswerk Stadt Bern; an ZMB übertragen |
| Üb = Übernahme aus fremdem Bestand (Gebrauchtfahrzeug); Um = Umbau aus eigenem Bestand |             |              |                            |                      |                           |             |             |                   |                                                  |

| Original | 1956    | 1962    |
| -------- | ------- | ------- |
| CFe 2/4  | BFe 2/4 | BDe 2/4 |
| CFe 3/4  | BFe 3/4 | BDe 3/4 |
| CFe 4/4  | BFe 4/4 | BDe 4/4 |

Umzeichnungen und Umbauten
Mit dem europaweiten Übergang vom Dreiklassensystem zum Zweiklassensystem per Sommerfahrplan 1956 änderten sämtliche Wagenklassenbezeichnungen der Sihltalbahn ein erstes Mal (von C zu B). Ein weiterer systematischer Wechsel erfolgte 1962 aufgrund der Änderung der Schweizer Bauartbezeichnung für Gepäckabteile (von F zu D).
Umbaubedingt wurden zwei BDe 2/4 aufgrund des entfernten Gepäckabteils zu Be 2/4; der Triebwagen 85 durchlief den Umbau 1957, der Triebwagen 81 folgte 1960 und erhielt dabei einen weitgehend neuen Wagenkasten; weitere Umbauten unterblieben.
Zu Umnummerierungen kam es 1973 aufgrund der Fusion mit der BZUe zur SZU. Personenwagen erhielten dreistellige Nummern, die SWS-Leichtstahlwagen (73–78) die Nummern 271–276, die Einheitswagen I (41–46) die Nummern 291–296. Die Steuerwagen (51–55) erhielten die dreistelligen Nummern 191–195. Zweistellige Nummern waren fortan den Triebfahrzeugen vorbehalten; der Einzelgänger BDe 3/4 90 erhielt dabei die Nummer 71, aus dem nun freien Zahlenbereich.
| Schema 1962 | Schema 1962 | Schema 1992 | Schema 1992 |
| ----------- | ----------- | ----------- | ----------- |
| BDe 4/4     | 92–96       | BDe 576     | 592–596     |
| Re 4/4      | 42–47       | Re 456      | 542–547     |
| Tm 2/2      | 7           | Tm 236      | 507         |

Unter der SZU entstanden von 1977 bis 1979 drei weitere Steuerwagen (Bt 196–198), aus dem Umbau der drei Einheitswagen B 296, 295 und 294.
Mit den UIC-konformen Nummern für Lokomotiven und Triebwagen auf Basis des Entwurfs ’92 erhielten auch bestehende Fahrzeuge neue sechsstellige Nummern plus Prüfziffer. Diese basierten bei der SZU in der Regel auf der zweistelligen Fahrzeugnummer an fünfter und sechster Stelle; davor an dritter und vierter Stelle kam der Eigentümercode 65 für die SZU. Da die SZU intern durchgängig dreistellige Fahrzeugnummern verwendet, haben Lokomotiven und Triebwagen seither dreistellige 500er-Nummern.
Sämtliche vorhandenen Steuerwagen wurden 1995 systematisch umnummeriert und erhielten dreistellige 900er-Nummern. Die Steuerwagen 192–198 wurden zu 992–998, die Steuerwagen 181–187 zu 981–987. Die SIG-Steuerwagen 981–983 wurden 1996 umgebaut und erhielten zur Unterscheidung die Nummern 971–973.
Ausrangierungen und Verbleib
Zürcher Museums-Bahn (ZMB)
- De 3/4 41, historisches Fahrzeug (nicht betriebsfähig)
- CFe 2/4 84, historisches Fahrzeug (betriebsfähig)
- BDe 4/4 92, historisches Fahrzeug (betriebsfähig)

Steiermärkische Landesbahnen (StLB)
- BDe 4/4 91, 1994 verkauft: StLB ET 14
- Bt 191, 1994 verkauft: StLB ES 24
- BDe 576 593, 1996 verkauft: StLB ET 15
- Bt 994, 1996 verkauft: StLB ES 25

Jurabahnen (CJ)
- BDe 576 594, 2009 abgegeben, Ersatzteilspender
- Bt 996, 1995 verkauft: CJ Bt 921

Mittelthurgaubahn (MThB) / Thurbo (THB)
- Bt 997–998, 2001/2002 verkauft: geplant für Seehäsle (Bt 231–232), nie eingesetzt

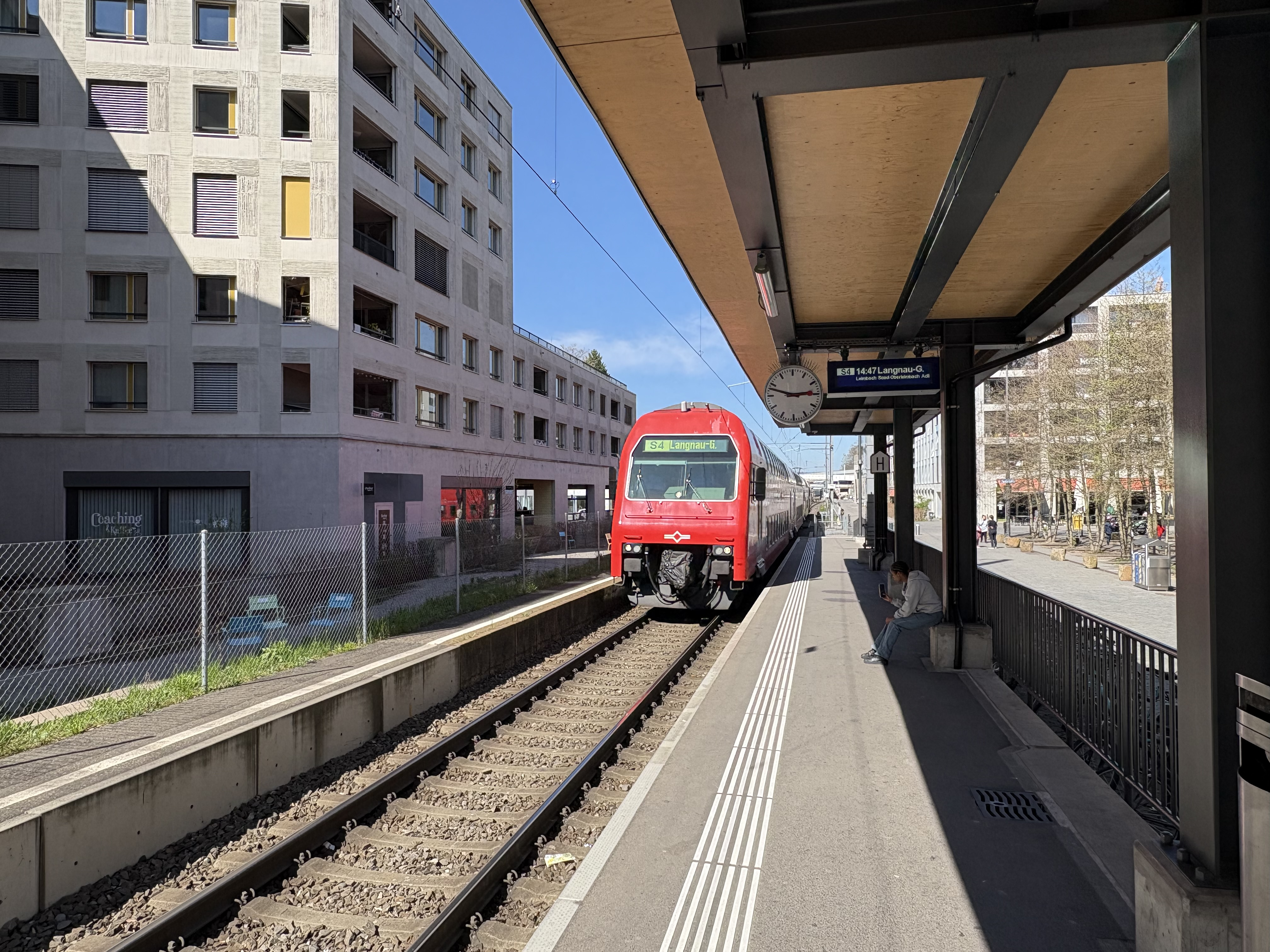
Zürich Manegg, 2025
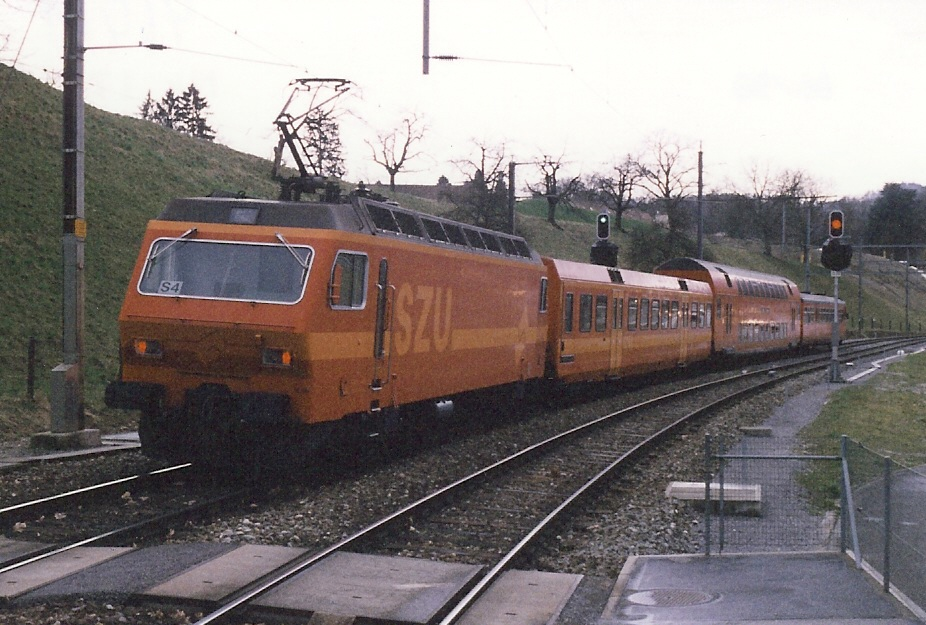
Pendelzug mit Re 456, 1998
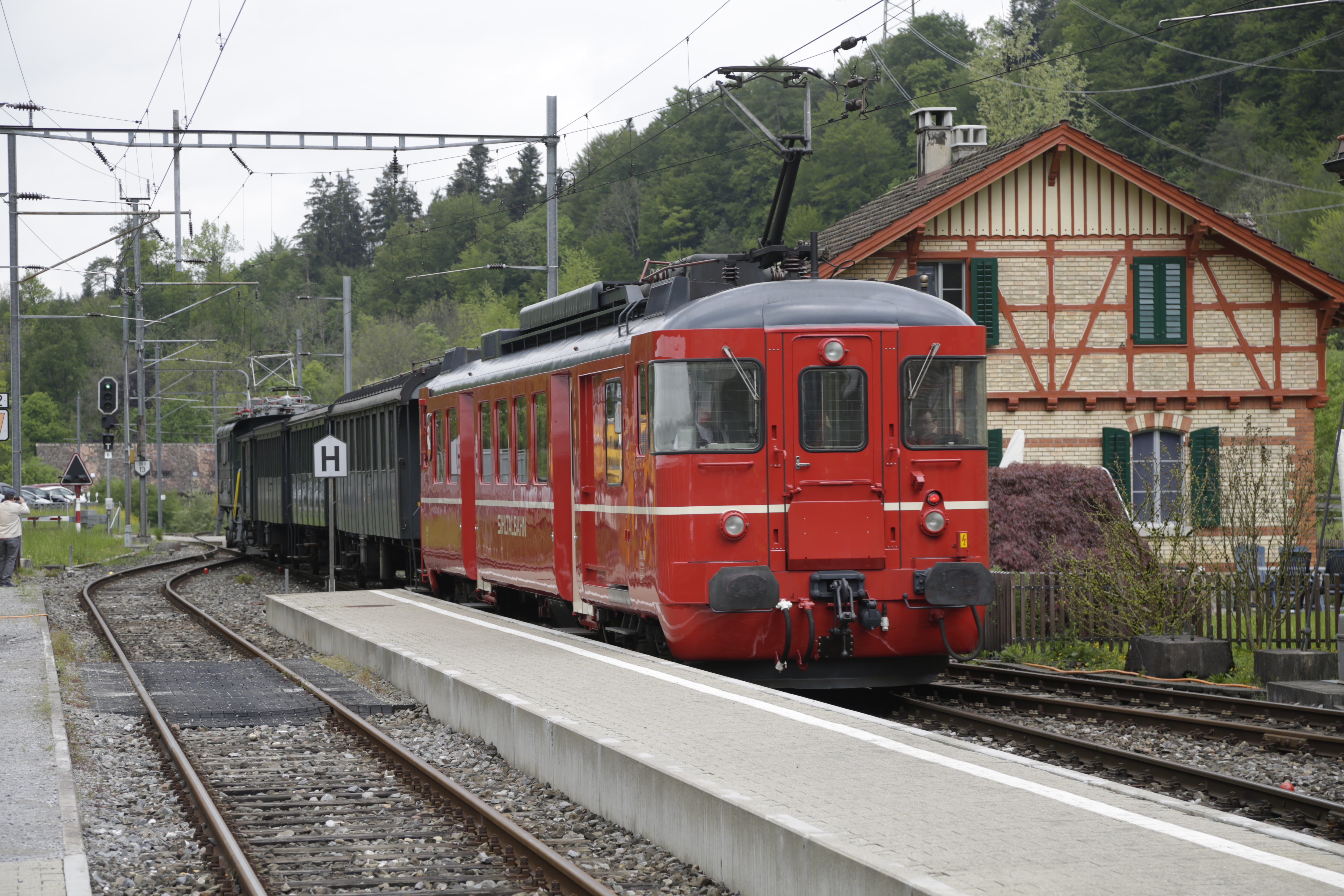
Sihlwald, 2016
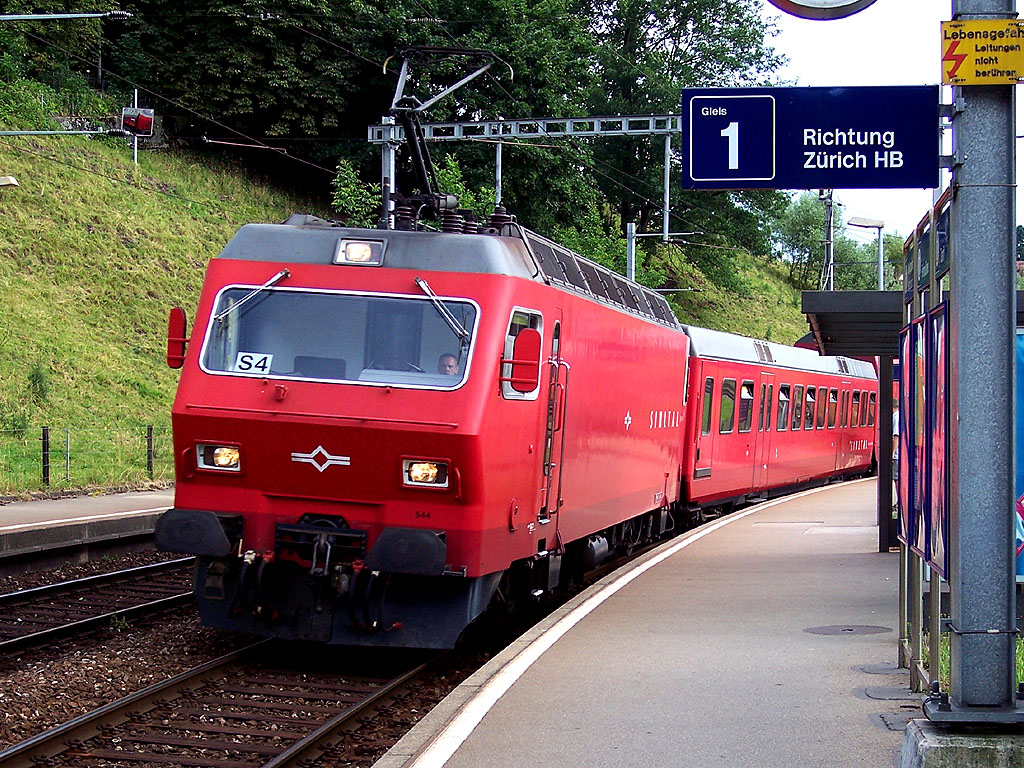
Allmend Brunau, 2005

### SZU-Ära seit 1973
| Baureihe | Baureihe           | Hersteller         | Baujahr            | Herkunft           | Stückzahl          | Stückzahl          | Ausrangiert        | SZU Typ            | Bemerkungen                         |
| Serie | Nummern            | Hersteller         | Baujahr            | Herkunft           | total              | heute              | Ausrangiert        | SZU Typ            | Bemerkungen                         |
| Elektrolokomotiven | Elektrolokomotiven | Elektrolokomotiven | Elektrolokomotiven | Elektrolokomotiven | Elektrolokomotiven | Elektrolokomotiven | Elektrolokomotiven | Elektrolokomotiven | Elektrolokomotiven                  |
| --- | ------------------ | ------------------ | ------------------ | ------------------ | ------------------ | ------------------ | ------------------ | ------------------ | ----------------------------------- |
| Re 456 | 546–547            | SLM/BBC            | 1987               |                    | 2                  | 2                  |                    | RPZ                | KTU-Lok                             |
| Re 456 | 542–545            | SLM/ABB            | 1993               |                    | 4                  | 4                  |                    | RPZ                | KTU-Lok                             |
| Re 450 | 551–552            | SLM/ABB            | 1993               | SBB (2008)         | (Üb)02             | 2                  |                    | DPZ                | ex SBB Re 450 067, 070              |
| Steuerwagen |                    |                    |                    |                    |                    |                    |                    |                    |                                     |
| Bt 970 | 971–973            | SIG                | 1976               |                    | 3                  | 0                  | 2014–2016          | RPZ                | Teile für Bt 962–963 entnommen      |
| Bt 980 | 984–987            | FFA                | 1986               |                    | 4                  | 4                  |                    | RPZ                | Typ NPZ-BT                          |
| Bt 950 | 951–952            | SWP/ABB/SIG        | 1993               | SBB (2008)         | (Üb)02             | 2                  |                    | DPZ                | ex SBB Bt 964, 966                  |
| Bt 960 | 962–963            | SWG/SIG/ABB        | 1994/2014          | SBB (2012)         | (Üb)02             | 2                  |                    | RPZ                | Typ NPZ, ex MThB Bt 211, 212        |
| Zwischenwagen |                    |                    |                    |                    |                    |                    |                    |                    |                                     |
| BD 280 | 281–285            | SWA                | 1990               |                    | 5                  | 5                  |                    | RPZ                | Typ NPZ-BT                          |
| B 270 | 271–276            | SWP/ABB/SIG        | 1992               |                    | 6                  | 6                  |                    | RPZ                | Typ DPZ                             |
| B 230 | 231–232            | SWP/ABB/SIG        | 1992               | SBB (2008)         | (Üb)02             | 2                  |                    | DPZ                | ex SBB B 061, 064                   |
| B 240 | 241–242            | SWP/ABB/SIG        | 1993               | SBB (2008)         | (Üb)02             | 2                  |                    | DPZ                | ex SBB AB 067, 069                  |
| B 250 | 251–252            | STS/BT             | 2011               |                    | 2                  | 2                  |                    | DPZ                | Typ NDW                             |
| B 260 | 261–266            | STS/BT             | 2011               |                    | 6                  | 6                  |                    | RPZ                | Typ NDW                             |
| Rangierlokomotiven und Traktoren |                    |                    |                    |                    |                    |                    |                    |                    |                                     |
| Tm 2/2 | 8                  | RACO               | 1974               |                    | 1                  | 0                  | 1994               | «Giraff»           | an DVZO verkauft                    |
| TmII | 10II               | RACO/M-B           | 1949               | SBB (1980)         | (Üb)01             | hist.01            |                    |                    | ex SBB TmII 536; an ZMB abgegeben   |
| Em 3/3 | 508                | Robel              | 1994               |                    | 1                  | 1                  |                    | «Robel»            |                                     |
| Tm 233 | 911                | STAG               | 1999               | JÜST (2013)        | (Üb)01             | 1                  |                    | «Fuchs»            | ex MThB Tm 236 653, SBBC Tm 233 911 |
| Üb = Übernahme aus fremdem Bestand (Gebrauchtfahrzeug); Um = Umbau aus eigenem Bestand RPZ = Re-Pendelzug (SZU-Lokpendelzug); DPZ = Doppelstockpendelzug (SBB-Lokpendelzug); NDW = Niederflur-Doppelstockwagen zu DPZ |                    |                    |                    |                    |                    |                    |                    |                    |                                     |